# Admit It
Admit It is een nummer van de Nederlandse popzangeres Esmée Denters. Het nummer werd uitgebracht als de tweede single van het debuutalbum Outta Here. Het nummer werd in Nederland op 4 september 2009 uitgebracht.

## Achtergrondinformatie
Begin augustus liet Denters in verschillende interviews weten dat haar tweede single Admit It zou zijn. Het nummer is geschreven door Toby Gad en Esmée Denters. 'Admit It' heeft een sterk R&B- en funkgeluid en gaat over een liefde die maar niet beantwoord wordt door de jongen en zingt dat hij moet toegeven dat hij haar wil. Eind augustus kwam het nummer de Nederlandse tipparade binnen. Commercieel faalde het het succes van voorganger Outta Here te evenaren, die de derde positie bereikte. Admit It stokte op de 28ste positie.

## Tracklist

### Promo-CD
1. "Admit It" (Justin Timberlake, Toby Gad) — 03:42

## Releasedata
| Regio               | Datum            | Label     | Format              |
| ------------------- | ---------------- | --------- | ------------------- |
| Nederland           | 4 september 2009 | Universal | cd single, download |
| Verenigd Koninkrijk | 28 december 2009 | Polydor   | cd single, download |

## Hitnotering
| "Admit It" in de Nederlandse Top 40 - binnen 19-09-2009 | "Admit It" in de Nederlandse Top 40 - binnen 19-09-2009 | "Admit It" in de Nederlandse Top 40 - binnen 19-09-2009 | "Admit It" in de Nederlandse Top 40 - binnen 19-09-2009 | "Admit It" in de Nederlandse Top 40 - binnen 19-09-2009 | "Admit It" in de Nederlandse Top 40 - binnen 19-09-2009 | "Admit It" in de Nederlandse Top 40 - binnen 19-09-2009 | "Admit It" in de Nederlandse Top 40 - binnen 19-09-2009 |
| Week                                                    | 1                                                       | 2                                                       | 3                                                       | 4                                                       | 5                                                       | 6                                                       |                                                         |
| ------------------------------------------------------- | ------------------------------------------------------- | ------------------------------------------------------- | ------------------------------------------------------- | ------------------------------------------------------- | ------------------------------------------------------- | ------------------------------------------------------- | ------------------------------------------------------- |
| Nummer                                                  | 35                                                      | 32                                                      | 29                                                      | 28                                                      | 33                                                      | 40                                                      | uit                                                     |

| "Admit It" in de Nederlandse Single Top 100 - binnen 26-09-2009 | "Admit It" in de Nederlandse Single Top 100 - binnen 26-09-2009 | "Admit It" in de Nederlandse Single Top 100 - binnen 26-09-2009 | "Admit It" in de Nederlandse Single Top 100 - binnen 26-09-2009 | "Admit It" in de Nederlandse Single Top 100 - binnen 26-09-2009 | "Admit It" in de Nederlandse Single Top 100 - binnen 26-09-2009 | "Admit It" in de Nederlandse Single Top 100 - binnen 26-09-2009 | "Admit It" in de Nederlandse Single Top 100 - binnen 26-09-2009 |
| Week                                                            | 1                                                               | 2                                                               | 3                                                               | 4                                                               | 5                                                               | 6                                                               |                                                                 |
| --------------------------------------------------------------- | --------------------------------------------------------------- | --------------------------------------------------------------- | --------------------------------------------------------------- | --------------------------------------------------------------- | --------------------------------------------------------------- | --------------------------------------------------------------- | --------------------------------------------------------------- |
| Nummer                                                          | 53                                                              | 62                                                              | 70                                                              | 66                                                              | 79                                                              | 87                                                              | uit                                                             |